# Агатан
Агатан (каз. Ақатан) — упразднённое село в Чингирлауском районе Западно-Казахстанской области Казахстана. Входит в состав Акбулакского сельского округа. Код КАТО — 276633102.

## Население
В 1999 году население села составляло 130 человек (73 мужчины и 57 женщин). По данным переписи 2009 года, в селе проживало 35 человек (23 мужчины и 12 женщин).